# Harold Eric Barrowclough
The Right Honourable Sir Harold Eric Barrowclough KCMG, CB, DSO & Bar, MC, novozelandski general in sodnik, * 23. junij 1894, † 4. marec 1972.
Med letoma 1953 in 1966 je bil vrhovni sodniki Nove Zelandije.